# A Irmã de Ana Bolena
Brasil: A Irmã de Ana Bolena / Portugal: Duas Irmãs, Um Rei é uma obra escrita pela romancista britânica Philippa Gregory, que conta a história de Ana Bolena, desde sua ascensão até sua queda, do ponto de vista de sua irmã, Maria que, com apenas 14 anos e recém casada, foi mandada para a corte de Henrique VIII, para servir a rainha Catarina de Aragão, sendo uma de suas damas de companhia.

## Sinopse
O livro é narrado do ponto de vista de Maria Bolena, que é amante do rei na primeira parte do livro e presencia a perda do interesse dele por ela em favor de sua irmã, a ambiciosa Ana, que acaba tornando-se rainha.

## Cinema
Foi adaptado para o cinema em 2008, com o título A Outra. No elenco principal estão:
- Natalie Portman........Ana Bolena
- Scarlett Johansson...Maria Bolena
- Eric Bana................Henrique, Rei da Inglaterra